# Александр Стюарт, граф Мар
Александр Стюарт (англ. Alexander Stewart; ок. 1375—1435), граф Мар и Гариох (с 1404 года) — шотландский барон из рода Стюартов, лидер борьбы за подчинение шотландского высокогорья центральной власти.

## Биография
Александр был незаконным сыном Александра Стюарта, графа Бьюкена, четвёртого сына короля Шотландии Роберта II.
В 1404 году, женившись на Изабелле Дуглас, графине Мар и Гариох, Александр получил обширное графство в предгорьях северной Шотландии. Деятельный воин, он неоднократно предлагал военную помощь французским принцам и участвовал в 1408 году в походе герцога Бургундского на Льеж.

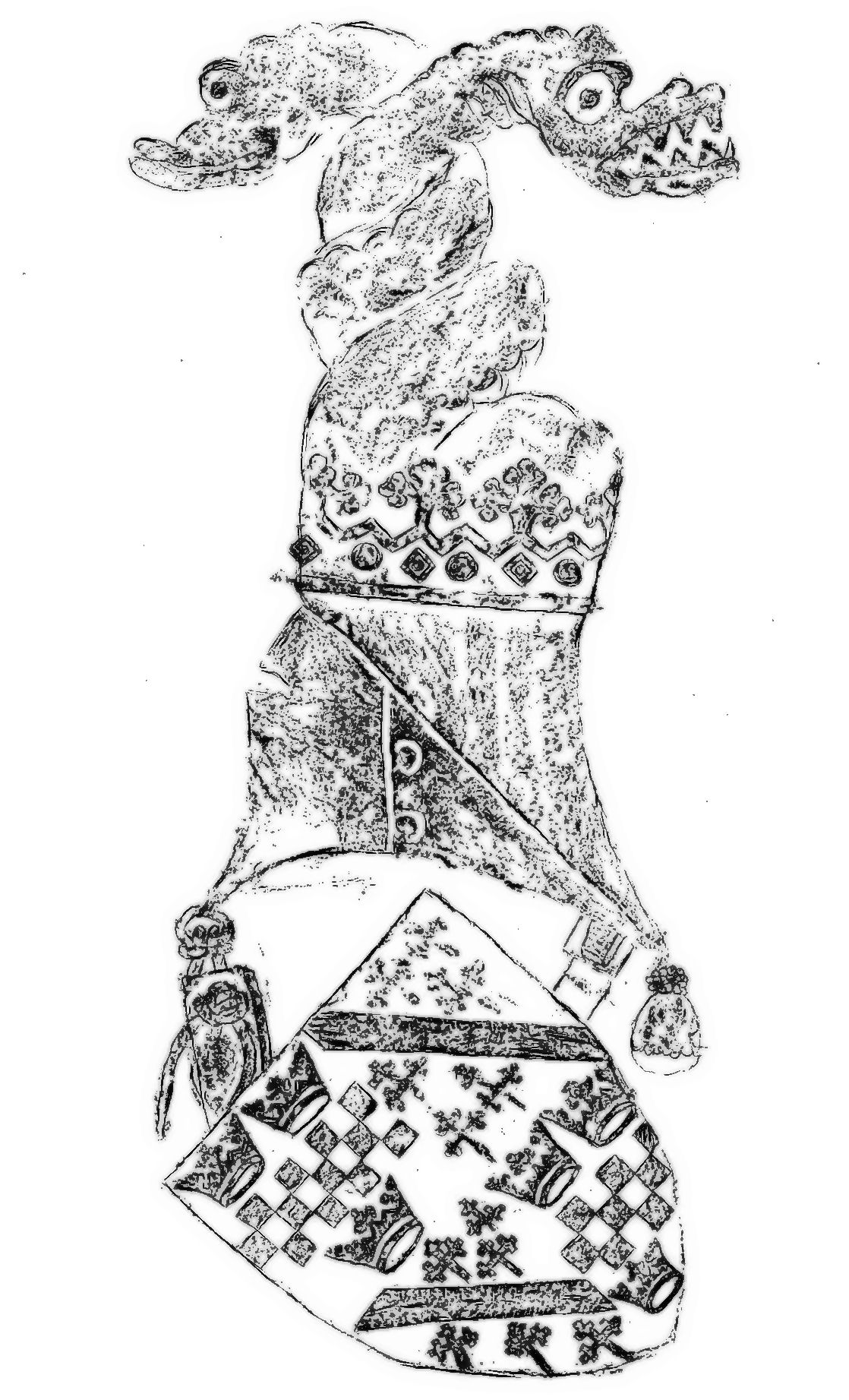
Герб Александра Стюарта

Продолжая политику своего отца, Александр стал лидером движения за подчинение горной части страны центральной власти. Эта борьба активно поддерживалась регентом Шотландии герцогом Олбани. Вождём горских кланов был Дональд Макдональд, лорд Островов, полунезависимый правитель горных регионов в Западной Шотландии и Гебридских островов. В 1411 году развернулась борьба между герцогом Олбани и лордом Островов за владение графством Росс в северной Шотландии. Войска Макдональда захватили Инвернесс и атаковали Абердин. Им противостояли отряды Александра Стюарта. 24 июля 1411 года состоялась битва при Харлоу, не принесшая решительной победы ни одной из сторон, что означало достижение равновесия между горцами и центральной властью.
В 1420 году граф Мар и Гариох вступил в союз с новым регентом Шотландии, Мердоком Стюартом и был назначен адмиралом шотландского флота. Однако после возвращения в страну короля Якова I он перешёл на сторону короля. Яков I продолжил политику подчинения горной части страны. В 1431 году Александр Стюарт предпринял поход в Лохабер, однако был наголову разбит горцами западной Шотландии в битве при Инверлохи. Сам граф едва избежал гибели и пленения и после долгих скитаний в шотландских горах вернулся в свои владения. Поражение при Инверлохи надолго приостановило наступление королевской власти на горские кланы.
У него был один внебрачный сын, Томас Стюарт, который женился на Елизавете Дуглас, вдове Джона Стюарта, графа Бьюкена. Он скончался ещё при жизни своего отца. Также считается, что граф имел одну внебрачную дочь, Джанет, вышедшую замуж за Лахлана МакЛина Дуартского.
После смерти Александра Стюарта в 1435 году без законных наследников, его владения перешли к королю Якову I.